# Angel Bonadeï
Pour les articles homonymes, voir Bonadei.
Angel Bonadeï, né le 16 février 1961, est un taekwondoïste français.
Il remporte la médaille de bronze dans la catégorie des moins de 78 kg aux Championnats d'Europe de taekwondo 1982 et aux Championnats d'Europe de taekwondo 1984.